# Opération Fruška Gora
Seconde Guerre mondiale
Batailles
- Invasion de l'Albanie
- Guerre italo-grecque
- Invasion de la Yougoslavie
- Opération Châtiment
- Bataille de Grèce
- Opération Abstention
- Bataille de Crète
- Campagne de la mer Noire

L'opération Fruška gora est une opération anti-partisans en Croatie qui eut lieu du 20 au 30 août 1942.

## But de l'opération
Destruction des groupes partisans, que l'occupant croyait être au nombre de 2 000 hommes, installés dans le massif montagneux de la Fruška gora en Syrmie.
| \| Massif de la Fruška gora Syrmie \| |
| Massif de la Fruška gora Syrmie       |

## Forces en présence
Forces de l'Axe
 Reich allemand
- 704e division d'infanterie (éléments)
- 714e division d'infanterie (éléments)
- 717e division d'infanterie (éléments)
- Nachrichten-Regiment 521. (521e régiment d'actualités)[1] (éléments)
- Panzer-Kompanie z.b.V. 12 (12e compagnie de Panzer) (éléments)

 Royaume de Hongrie
- Flottille du Danube composée de 
  - 4 cuirassés de rivière[2]

 État indépendant de Croatie
- 4e régiment d'infanterie (2 bataillons + 2 compagnies)
- XVIe bataillon Oustache
- 10 pelotons d'infanterie indépendants
- 2 batteries d'obusiers
- 1 batterie d'artillerie de montagne
- 1 bataillon des cadets des forces croates aérienne de Petrovaradin (500 hommes)

Résistance
 Partisans
- Détachement des partisans de la région de Fruška gora
- Détachement des partisans de la région de Podunavlje

### Panzer-Kompanie 12
La Panzer-Kompanie z.b.V. 12 est formée, le 22 juin 1941, à partir du Panzer-Kp.Fuhrungs Gruppe z.b.V.12, comme unité blindée indépendante, spécialisée dans le maintien de l'ordre et les opérations anti-partisans en Yougoslavie.

L'unité était équipée de chars français B1 et Hotchkiss capturés. En septembre 1943, elle reçut, de la division SS Prinz Eugen 16 chars B2 en échange de chars Hotchkiss H38.

Le 15 avril 1944, en Serbie, après avoir reçu des chars italiens capturés, en remplacement d'une partie des chars français devenus obsolètes, elle est renommée Panzer-Abteilung z.b.V. 12.
En décembre 1944, l'unité est renommée II./Panzer-Regiment Brandenburg,
Outre l'opération Fruška Gora, l'unité a également participé aux opérations suivantes :
- Opération S
- Opération Jajce I
- Opération Jajce II
- Opération Jajce III

## L'opération
Durant les mois de juillet et août 1942, les partisans de Syrmie avaient attaqué les garnisons des troupes de l'Axe, tendus des embuscades aux patrouilles et brulé des dépôts, parvenant même à libérer totalement une partie de la région des montagnes de la Fruška gora située à quelques kilomètres au Sud-Ouest de Novi Sad. 
L'opération est dirigée par le Kampfgruppe Borovski qui a participé à l'opération Bosnie-Ouest.
Afin de nettoyer durablement la région, le commandement donne l'ordre d'exécuter sur place tous les partizani fait prisonniers et d'arrêter toute la population mâle entre 17 et 50 ans, qui doivent être emmené au camp de concentration de Sajmište près de Zemun.
La principale attaque commence le 24 août et durant une semaine l'armée germano-croate tue 6 000 personnes, arrête et maltraite 10 000 autres. 
Ceux qui sont pris les armes à la main ou qui offrent une quelconque résistance sont assassinés et de nombreuses atrocités se produisent.